# Reyran
Le Reyran est un torrent du département du Var et un affluent gauche du fleuve l'Argens.

## Géographie
Le Reyran est un torrent intermittent de moins de 26,8 km de long qui prend sa source à Bagnols-en-Forêt dans le Var, à 302 m d'altitude, à 12 km de Fréjus.
Le Reyran traverse Fréjus du Nord au Sud et va se jeter dans l'Argens, en rive gauche, à 1 m d'altitude au niveau de la Base d'aéronautique navale de Fréjus-Saint Raphaël désormais base nature.
L'autoroute A8 dite la Provençale longe le Reyran de l'aire de service de L'Estérel au péage du Capitou.

### Communes et cantons traversés
Dans le seul département du Var, le Reyran traverse les sept communes suivantes, de l'amont vers l'aval, de Bagnols-en-Forêt (source), Saint-Paul-en-Forêt Tourrettes, Callian, Montauroux, Les Adrets-de-l'Esterel, Fréjus.
Soit en termes de cantons, le Reyran prend source dans le canton de Roquebrune-sur-Argens, traverse le canton de Saint-Raphaël, et conflue dans le canton de Fréjus, le tout dans l'arrondissement de Draguignan.

### Bassin versant
Le Reyran traverse une seule zone hydrographique « L'Argens de la Grande Garonne inclus à la Mer Méditerranée » (Y532) pour une superficie totale de 2 728 km2. Ce bassin versant est constitué à 69,98 % de « forêts et milieux semi-naturels », à 24,85 % de « territoires agricoles », à 6,09 % de « territoires artificialisés », à 0,08 % de « surfaces en eau », à 0,02 % de « zones humides ».

### Organisme gestionnaire
Comme la plupart des cours de France, le Reyran est un cours d'eau privé - appartenant aux propriétaires riverains des berges. Son entretien est donc assuré par ces derniers.

### Morphologie
Le lit du Reyran est fait de gros sable et galets jusqu'à 30–40 cm. Leur lithologie est celle des roches avoisinantes : grès, gneiss, pegmatite, roches volcaniques.
Dans la commune de Fréjus, le cours d'eau est totalement artificialisé depuis la création d'un lit mineur en béton et de digues latérales, après la catastrophe de Malpasset.

## Affluents

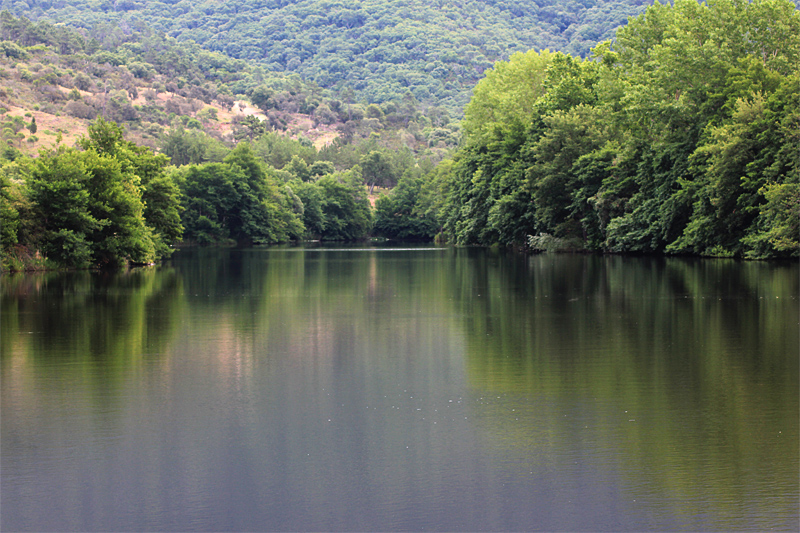
Lac de l'Avellan sur Fréjus.

Les principaux affluents du Reyran sont la Buëme, le Gargalon et le Gonfaron.
Le Reyran a dix affluents référencés :
- le Vallon du Broch (rg[note 1]), 2,2 km sur la seule commune de Saint-Paul-en-Forêt.
- le Vallon de Bourguignon (rg), 1,4 km sur la seule commune de Saint-Paul-en-Forêt.
- la Malvallon (rg), 1,7 km sur les deux communes de Tourrettes et Callian avec deux affluents :
  - le Vallon du Gros Hubac (rd), 2,1 km sur les deux communes de Tourrettes et Callian.
  - le Vallon du Péchier (rd), 2 km sur les deux communes de Saint-Paul-en-Forêt et Tourrettes.
- la Vallon des Moulières (rg), 2,3 km sur les trois communes de Bagnols-en-Forêt, Callian et Montauroux.
- le Vallon des Oures (rg), 2,1 km sur les trois communes de Bagnols-en-Forêt, Montauroux et les Adrets-de-l'Estérel, avec un affluent :
  - le Vallon de Maraval (rg), 4 km sur les deux communes de Montauroux et les Adrets-de-l'Estérel.
- le Vallon de Font Freye (rg), 4 km sur les deux communes de Bagnols-en-Forêt et les Adrets-de-l'Estérel.
- La Buëme (rd), 5 km sur les deux communes de Bagnols-en-Forêt et Fréjus, avec deux affluents :
  - le Vauloube (rg), 6,2 km sur la seule commune de Bagnols-en-Forêt avec un affluent :
    - le Ravin des Cigarières (rd), 1,6 km sur la seule commune de Bagnols-en-Forêt.

  - le Vallon de Bonaude (rd), 2 km sur les deux communes de Bagnols-en-Forêt et Fréjus
- le Vallon de l'Apié d'Ami ou vallon de l'Avellan (rg), 2 km sur la seule commune de Fréjus avec le lac de l'Avellan.
- la Gargalon ou vallon de la Moure (rg), 7,6 km sur la seule commune de Fréjus.
- le Gonfaron (rd), 7,6 km sur les deux communes de Bagnols-en-Forêt et Fréjus.

### Rang de Strahler
Donc le rang de Strahler du Reyran est de quatre.

## Hydrologie
Son régime hydrologique est dit pluvial méditerranéen.

### Le Reyran à Fréjus
Le Reyran est équipé d'une station de mesure depuis le 1er avril 1970 , référencée Y5325010, et située à Fréjus à 15 m d'altitude, pour un bassin versant de 71 km2. Cette station est couplée à un pluviomètre. 
Le module du cours d'eau est de 0,595 m3/s. 

### Étiage ou basses eaux
Son débit moyen minimal annuel sur trois jours (VCN3) est de 0,003 m3/s ou 3 l/s. Pendant les mois d'été, le débit peut diminuer au point que le lit de la rivière ne présente plus qu'une série de mares isolées.

### Crues
Son plus fort débit instantané pour la crue biennale ou QIX 2 est de 55 m3/s et de 150 m3/s pour la crue cinquantennale ou QIX 50. Les QIX 5 s'établissent à 87 m3/s, QIX 10 à 110 m3/s et QIX 20 à 130 m3/s.
Le plus fort débit instantané de crue est de 393,1 m3/s pour  en même temps que la hauteur maximale instantanée de 3,63 mètres.

### Lame d'eau et débit spécifique
La lame d'eau écoulée dans cette partie du bassin versant de la rivière est de 265 millimètres annuellement, ce qui est légèrement au-dessus de la moyenne en France, à 300 mm/an. Le débit spécifique (Qsp) atteint 8,4 litres par seconde et par kilomètre carré de bassin.

## Aménagements et écologie
La partie amont de la vallée du Reyran devint temporairement un lac après la mise en service du barrage de Malpasset en 1954. Depuis la dramatique rupture de cet ouvrage le 2 décembre 1959, la rivière a repris son état naturel mais reste barrée par la partie basse des ruines de la voûte du barrage, qu'elle traverse toujours grâce à l'évacuateur de fond circulaire, dont la vanne est laissée ouverte en permanence. À l'aval du barrage et jusqu'au delà du pont de l'autoroute A8 La Provençale, la vallée et le lit même du cours d'eau sont encore aujourd'hui encombrés par les vestiges de la catastrophe : énormes blocs de béton issus de la voûte du barrage roulés par les flots, dont certains peuvent atteindre un poids de l'ordre de 600 tonnes, morceaux de piles du pont autoroutier qui était en construction le jour de la catastrophe, soufflés par l'onde de rupture et qui fut reconstruit à l'identique au même endroit.

### Barrage de Malpasset
Le Reyran est canalisé dans la traversée de la ville de Fréjus. Un canal en béton a été aménagé après la rupture du barrage. Ce sont là des mesures préventives de la ville contre les risques d'inondation. Le Reyran ne cause pas d'inondation de plaine, comme l'Argens, mais plutôt des crues torrentielles exceptionnelles et du ruissellement urbain, comme la Garonne et la Valescure pour la commune voisine de Saint-Raphaël. Une crue de ce type survenue en 2012 a ainsi détruit le passage à gué en béton situé juste à l'aval du pont autoroutier, à proximité de l'ancien hameau de Malpasset ravagé en 1959.

## Sources
- Brochure sur les risques majeurs de la ville de Fréjus.
- Page du site internet de la ville de Fréjus sur la prévention des risques.